# 史密斯瓦利 (內華達州)
史密斯瓦利（英語：Smith Valley）是位於美國內華達州萊昂縣的普查規定居民點。

## 人口
根據2020年美國人口普查的數據，史密斯瓦利的面積為269.96平方千米，當中陸地面積為264.07平方千米，而水域面積為4.98平方千米。當地共有人口1710人，而人口密度為每平方千米6.33人。